# Банґета (гора)
Банґета (англ. Mount Bangeta; Mount Sarawaget) — гора гірського хребта Саруваґет в провінції Моробе Папуа Нової Гвінеї, також відома як гора Сараваґет.

## Географія
Банґета є четвертою за висотою горою країни і найвищою вершиною провінції та хребта Саруваґет. Висота вершини становить 4121 метр. Гора розташована в північно-східній частині країни, у північній частині провінції, на півострові Гуон за 89 км на схід — південний схід від гори Гладстон (4150 м), гірського хребта Фіністерре.
Гора Банґета має допоміжний пік (4060 м) з координатами 6°16′42″ пд. ш. 147°3′12″ сх. д. / 6.27833° пд. ш. 147.05333° сх. д., який розташований за 5,5 км на північний захід від головного. Часто головний пік називають Сараваґет, а допоміжний — Банґета.